# Liste Swadesh du sranan
Vous êtes invité à donner votre avis sur cette page de discussion, de manière argumentée en vous aidant notamment des critères d’admissibilité ou en présentant des sources extérieures et sérieuses.  
Après avoir apposé le modèle {{Admissibilité}} sur une page, suivez les étapes expliquées sur Wikipédia:Débat d'admissibilité/Aide :
| 1. | Créez la page de débat d'admissibilité.                                                                      | Sauvegardez d’abord la page pour l’initialiser puis indiquez votre motivation.                 |
| 2. | Important : ajoutez une entrée dans la section Débat d'admissibilité du jour.                                | Utilisez ce texte : *{{L\|Liste Swadesh du sranan}}                                            |
| 3. | Pensez à informer les contributeurs principaux de la page et les projets associés lorsque cela est possible. | Utilisez ce texte : {{subst:Avertissement débat d'admissibilité\|Liste Swadesh du sranan}}~~~~ |

 (signalé en août 2025).
Si vous disposez d'ouvrages ou d'articles de référence ou si vous connaissez des sites web de qualité traitant du thème abordé ici, merci de compléter l'article en donnant les références utiles à sa vérifiabilité et en les liant à la section « Notes et références ».
- Archive Wikiwix
- Bing
- Cairn
- DuckDuckGo
- E. Universalis
- Gallica
- Google
- G. Books
- G. News
- G. Scholar
- Persée
- Qwant
- (zh) Baidu
- (ru) Yandex
- (wd) trouver des œuvres sur Wikidata

Liste Swadesh de 207 mots en français et en sranan (créole surinamien) (à compléter).

## Présentation
Développée par le linguiste Morris Swadesh comme outil d'étude de l'évolution des langues, elle correspond à un vocabulaire de base censé se retrouver dans toutes les langues. Il en existe diverses versions, notamment :
- une version complète de 207 mots, dont certains ne se retrouvent pas dans tous les environnements (elle contient par exemple serpent et neige),
- une version réduite de 100 mots.

Il ne faut pas considérer cette liste de mots comme un lexique élémentaire permettant de communiquer avec les locuteurs de la langue considérée. Son seul but est de fournir une ouverture sur la langue, en en présentant des bases lexicales et si possible phonétiques.

## Liste
| No  | français                  | sranan sranan tongo              |
| 1   | je                        | mi                               |
| 2   | tu, vous (formel)         | yu                               |
| 3   | il                        | a                                |
| 4   | nous                      | wi                               |
| 5   | vous (pluriel)            | unu                              |
| 6   | ils                       | den                              |
| 7   | ceci, celui-ci            | disi                             |
| 8   | cela, celui-là            | dati                             |
| 9   | ici                       | dya                              |
| 10  | là                        | drape                            |
| 11  | qui                       | suma (interrogatif)              |
| 12  | quoi                      | san (interrogatif)               |
| 13  | où                        | pe (interrogatif)                |
| 14  | quand                     | oten (interrogatif)              |
| 15  | comment                   | fa (interrogatif)                |
| 16  | ne ... pas                | no                               |
| 17  | tout                      | alamala                          |
| 18  | beaucoup                  | furu                             |
| 19  | quelques                  | son                              |
| 20  | peu                       | wanwan                           |
| 21  | autre                     | tra                              |
| 22  | un                        | wan                              |
| 23  | deux                      | tu                               |
| 24  | trois                     | dri                              |
| 25  | quatre                    | fo                               |
| 26  | cinq                      | feifi                            |
| 27  | grand                     | bigi                             |
| 28  | long                      | langa                            |
| 29  | large                     | bradi                            |
| 30  | épais                     | deki                             |
| 31  | lourd                     | hebi                             |
| 32  | petit                     | smara                            |
| 33  | court                     | syatu                            |
| 34  | étroit                    | smara                            |
| 35  | mince                     | fini                             |
| 36  | femme                     | frow, uma                        |
| 37  | homme (mâle adulte)       | man                              |
| 38  | homme (être humain)       | libisma                          |
| 39  | enfant                    | pikin                            |
| 40  | femme (épouse)            | wefi                             |
| 41  | mari                      | masra                            |
| 42  | mère                      | mama                             |
| 43  | père                      | papa                             |
| 44  | animal                    | meti                             |
| 45  | poisson                   | fisi                             |
| 46  | oiseau                    | fowru                            |
| 47  | chien                     | dagu                             |
| 48  | pou                       | loso                             |
| 49  | serpent                   | sneki                            |
| 50  | ver                       | woron                            |
| 51  | arbre                     | bon                              |
| 52  | forêt                     | busi                             |
| 53  | bâton                     | tiki                             |
| 54  | fruit                     | froktu                           |
| 55  | graine                    | siri, koko                       |
| 56  | feuille (d'un végétal)    | uwii                             |
| 57  | racine                    | rutu                             |
| 58  | écorce                    | basi                             |
| 59  | fleur                     | bromki                           |
| 60  | herbe                     | grasi                            |
| 61  | corde                     | titei                            |
| 62  | peau                      | buba, skin                       |
| 63  | viande                    | meti                             |
| 64  | sang                      | brudu                            |
| 65  | os                        | bonyo                            |
| 66  | graisse                   | fatu                             |
| 67  | œuf                       | eksi                             |
| 68  | corne                     | tutu                             |
| 69  | queue (d'un animal)       | tere                             |
| 70  | plume (d'un oiseau)       | fowruwiwiri                      |
| 71  | cheveux                   | wiwiri                           |
| 72  | tête                      | ede                              |
| 73  | oreille                   | yesa                             |
| 74  | œil                       | ai                               |
| 75  | nez                       | noso                             |
| 76  | bouche                    | mofo                             |
| 77  | dent                      | tifi                             |
| 78  | langue (organe)           | tongo                            |
| 79  | ongle                     | nangra                           |
| 80  | pied                      | futu                             |
| 81  | jambe                     | futu                             |
| 82  | genou                     | kindi                            |
| 83  | main                      | anu                              |
| 84  | aile                      | frei                             |
| 85  | ventre                    | bere                             |
| 86  | entrailles, intestins     | bere                             |
| 87  | cou                       | neki                             |
| 88  | dos                       | baka                             |
| 89  | poitrine                  | bobi                             |
| 90  | cœur (organe)             | ati                              |
| 91  | foie                      | lefre                            |
| 92  | boire                     | dringi                           |
| 93  | manger                    | nyan                             |
| 94  | mordre                    | beti                             |
| 95  | sucer                     | soigi                            |
| 96  | cracher                   | spiti                            |
| 97  | vomir                     | balaki                           |
| 98  | souffler                  | wai, bro                         |
| 99  | respirer                  | bro                              |
| 100 | rire                      | lafu                             |
| 101 | voir                      | si                               |
| 102 | entendre                  | yere                             |
| 103 | savoir                    | sabi                             |
| 104 | penser                    | denki, prakseri                  |
| 105 | sentir (odorat)           | smeri                            |
| 106 | craindre                  | frede                            |
| 107 | dormir                    | sribi                            |
| 108 | vivre                     | libi                             |
| 109 | mourir                    | dede                             |
| 110 | tuer                      | kiri                             |
| 111 | se battre                 | feti, strei                      |
| 112 | chasser (le gibier)       | onti                             |
| 113 | frapper                   | iti                              |
| 114 | couper                    | koti                             |
| 115 | fendre                    | priti                            |
| 116 | poignarder                | dyuku                            |
| 117 | gratter                   | krabu, krasi                     |
| 118 | creuser                   | diki                             |
| 119 | nager                     | swen                             |
| 120 | voler (dans l'air)        | frei                             |
| 121 | marcher                   | waka                             |
| 122 | venir                     | kon                              |
| 123 | s'étendre, être étendu    | didon (action), lei (état)       |
| 124 | s'asseoir, être assis     | sidon (état)                     |
| 125 | se lever, se tenir debout | opo tnapu (action), tnapu (état) |
| 126 | tourner (intransitif)     | drai                             |
| 127 | tomber                    | fadon                            |
| 128 | donner                    | gi                               |
| 129 | tenir                     | ori                              |
| 130 | serrer, presser           | kwinsi                           |
| 131 | frotter                   | lobi, wrifi                      |
| 132 | laver                     | wasi, spuru                      |
| 133 | essuyer                   | wrifi                            |
| 134 | tirer                     | hari                             |
| 135 | pousser                   | pusu                             |
| 136 | jeter, lancer             | bonk, iti                        |
| 137 | lier                      | tai                              |
| 138 | coudre                    | nai                              |
| 139 | compter                   | teri                             |
| 140 | dire                      | taki                             |
| 141 | chanter                   | singi                            |
| 142 | jouer (s'amuser)          | prei                             |
| 143 | flotter                   | dribi                            |
| 144 | couler (liquide)          | lon                              |
| 145 | geler                     |                                  |
| 146 | gonfler (intransitif)     | sweri                            |
| 147 | soleil                    | son                              |
| 148 | lune                      | mun                              |
| 149 | étoile                    | stari                            |
| 150 | eau                       | watra                            |
| 151 | pluie                     | alen                             |
| 152 | rivière                   | liba                             |
| 153 | lac                       |                                  |
| 154 | mer                       | se                               |
| 155 | sel                       | sowtu                            |
| 156 | pierre                    | ston                             |
| 157 | sable                     | santi                            |
| 158 | poussière                 | sitofu, fuunya                   |
| 159 | terre (sol)               | gron                             |
| 160 | nuage                     | wolku                            |
| 161 | brouillard                | bungi                            |
| 162 | ciel                      | loktu                            |
| 163 | vent                      | winti                            |
| 164 | neige                     |                                  |
| 165 | glace                     |                                  |
| 166 | fumée                     | smoko                            |
| 167 | feu                       | faya                             |
| 168 | cendre                    | asisi                            |
| 169 | brûler (intransitif)      | bron                             |
| 170 | route                     | pasi                             |
| 171 | montagne                  | bergi                            |
| 172 | rouge                     | redi                             |
| 173 | vert                      | grun                             |
| 174 | jaune                     | geri                             |
| 175 | blanc                     | weti                             |
| 176 | noir                      | blaka                            |
| 177 | nuit                      | neti                             |
| 178 | jour                      | dei                              |
| 179 | an, année                 | yari                             |
| 180 | chaud (température)       | waran                            |
| 181 | froid (température)       | kowru                            |
| 182 | plein                     | furu                             |
| 183 | nouveau                   | nyun                             |
| 184 | vieux                     | owru                             |
| 185 | bon                       | bun                              |
| 186 | mauvais                   | ogri                             |
| 187 | pourri                    | pori                             |
| 188 | sale                      | doti                             |
| 189 | droit (rectiligne)        |                                  |
| 190 | rond                      | lontu                            |
| 191 | tranchant                 | srapu                            |
| 192 | émoussé                   | dede                             |
| 193 | lisse                     | grati                            |
| 194 | mouillé, humide           | nati                             |
| 195 | sec                       | drei                             |
| 196 | juste, correct            | yoisti                           |
| 197 | près                      | na                               |
| 198 | loin                      | fara                             |
| 199 | droite                    | leti-anu                         |
| 200 | gauche                    | kruktu-anu                       |
| 201 | à                         | na                               |
| 202 | dans                      | ini                              |
| 203 | avec (ensemble)           | nanga                            |
| 204 | et                        | èn, nanga                        |
| 205 | si (condition)            | efu                              |
| 206 | parce que                 | bika                             |
| 207 | nom                       | nen                              |